# コム・デ・ギャルソン

コム・デ・ギャルソンのロゴ

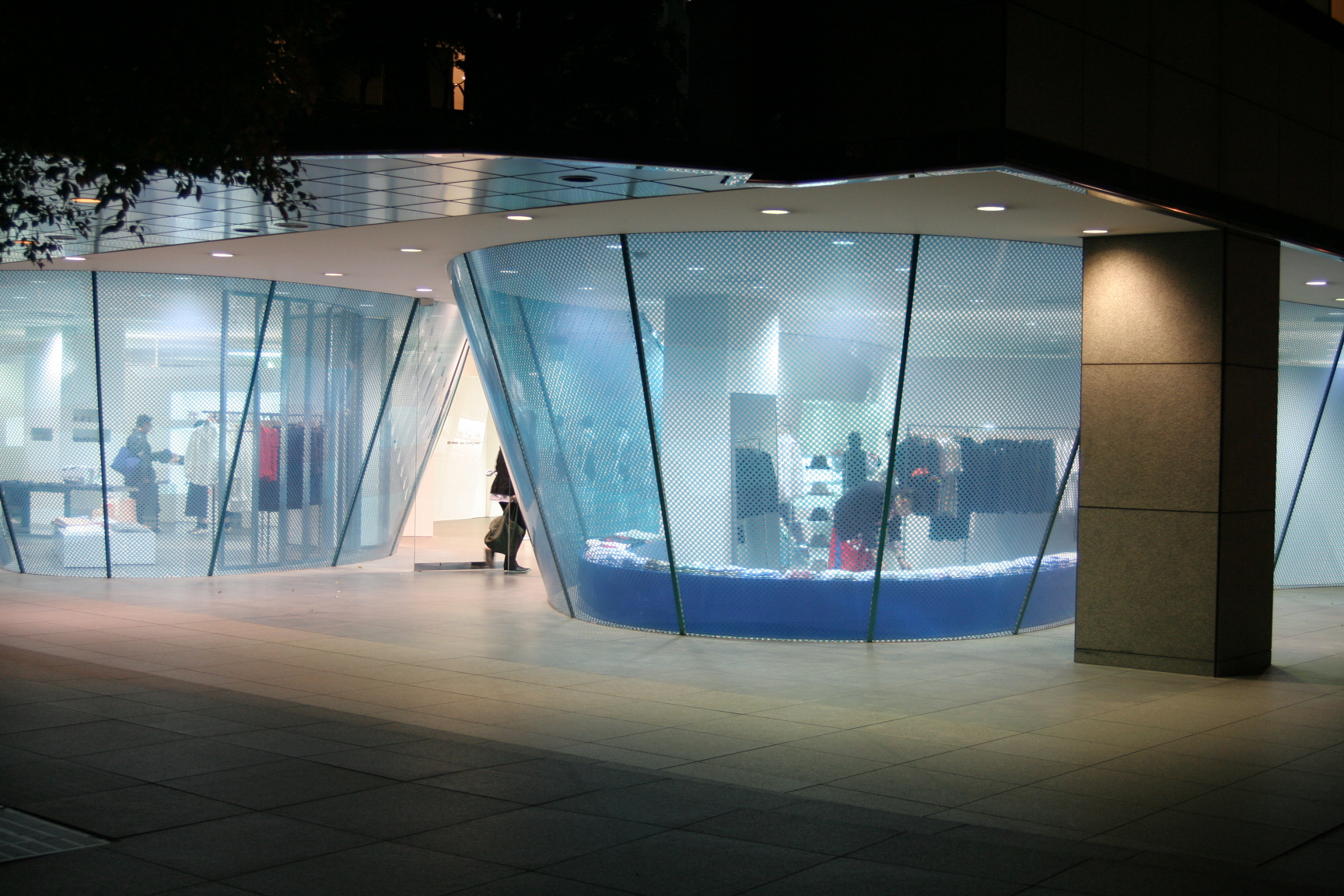
コム・デ・ギャルソン青山店
（2006年4月14日撮影。2012年4月以降、外装および内装は異なっている。）

コム・デ・ギャルソン（仏: COMME des GARÇONS、略称: CDG）は、日本のファッションデザイナー・川久保玲が1969年に設立したプレタポルテ（高級既製服）ブランド。通称ギャルソン。

## 歴史
1973年に川久保玲が「株式会社コム デ ギャルソン」設立。本社は東京都港区南青山。東京コレクション(1975年〜)、パリコレクション(1981年〜)に参加。ロンドンやニューヨーク、パリなど世界各地において200を超える直営店をもつ。
1991年、ヨウジヤマモトと合同で、東京にてメンズファッションショー「6.1 THE MEN」を実施した。
1983年より家具も手がけており、1991年にはパリで展覧会を開いたが、現在は販売されていない。
北京オリンピックに向けSPEEDO（スピード）社が開発した水着「レーザー・レーサー（LZR Racer）」のデザインでコラボレーションしており、「心シリーズ」として展開され活動の幅を広げている。
2017年の5月にはニューヨークのメトロポリタン美術館で"Rei Kawakubo/Comme des Garçons: Art of the In-Between" 邦題：川久保玲／コム デ ギャルソン : 間の技 （はざまのわざ）が開催された。存命のデザイナーの展示はイヴ・サンローランについで二人目のデザイナーとしての展示となった。

## 概要
特色

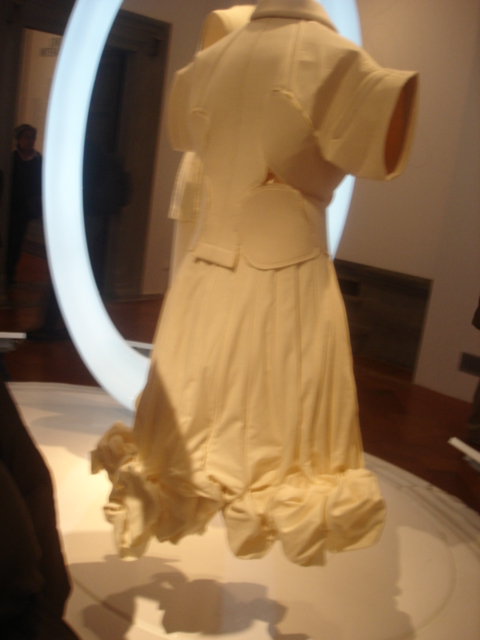
レディスのドレス(2007年)

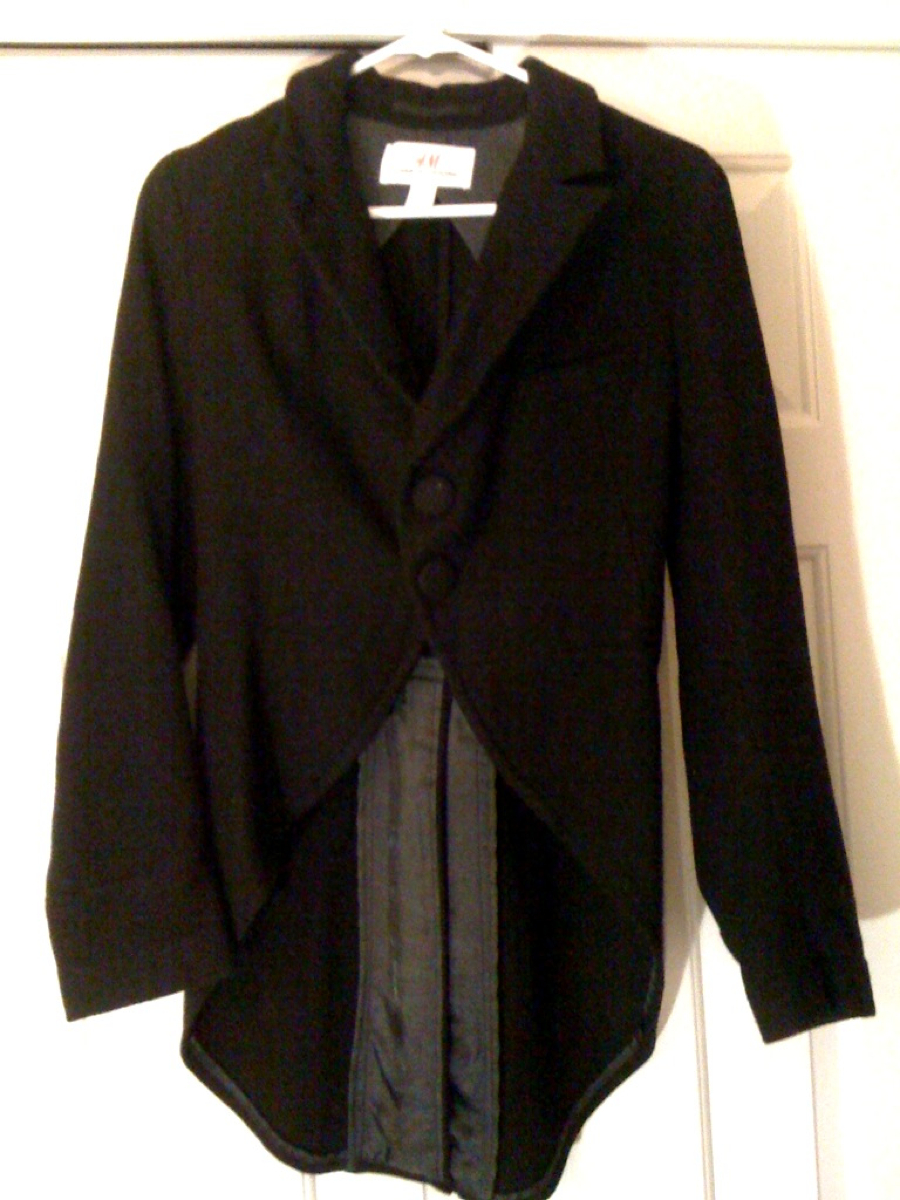
H&Mとのコラボのジャケット(2009年)

本ブランドの最も大きな特徴は「服の美」に対する強い意識とその主観的な対象化である。それらがどのように具体化され現在に至っているかは下記のとおりである。
本ブランドの服作りは、当初からパリコレ出展以前においては、細密なパターンとそれを生かす最小限の色彩が特徴的であった。しかし、シンプルな外観の斬新さ、という断片的評価のもとに模倣が多くなされたため、その後、パリコレ出展を機に、造形と感受のコンフォートを前衛的な表現としてみせるという転向を図った。具体的には、服の表面に捻りを加える、撓みを持たせる、アシンメトリーの手法を取り入れるなど、布の平面性を越えた大胆な表現を探求している点があげられる。また、海外生産等の活用による合理化を期待されながらも、可能な限り日本国内での生産を手がけ、制作および製造における日本の高い技術の継続および伝承に積極的に取り組んでいる。本ブランドは、世界のファッション潮流を意識しつつも、それに抗して独自のコンセプトを貫徹させるところが際立っており、アンチモードの力強さと評されることもある。本ブランドにおけるアンチとは、一部メディアの不正確な紹介もあって、単に「反対の」という表面的意味に誤解されることは多いが、川久保玲自身の回想インタビューにもあるように、「多勢に動じない自分としての工夫・独自さ」という含みのある意味である。また、ブランド名については、設立時に「積極的に命名したものでなく、他と明確に区別される最小限のもの」であり、度々紹介される「少年のように」という直訳的意味はメディアのエディター等による解釈の一例であり、デザイナー自身の関心は、この意味付けよりも服の造形のほうに、より強い関心を向けているということである。コムデギャルソンを好んで着るものは、しばし、コムデギャルソンの服を「強い服」と称することがある。
本ブランドのデザイン的来歴をみると、レディースにおいては、立ち上げから1970年代の創生期は最も純粋にコンセプトが表現されていた。具体的には、白・生成り・茶・グレー・紺・黒の落ち着いた色使いに加え、反面、その色使いに抗して、布地には大胆で微妙なシルエットを与える二面性を持っていた。しかし、ファッション市場に黒が溢れ出すと、黒の使用を控え、赤を中心に据えたコレクション構成が近年の特徴として挙げられる。他方、メンズにおいては、その立ち上げ時に、思想としてのアンチモードは最も強く、具体的には二重となって表れていた。当時の一般的なモードスタイルは、遊び上手な男の衣装であり、一見して鮮烈な印象を与えるものであったが、それに抗して、働く男の休日の服をイメージさせ、印象を透過する癖のない色使い・形と硬質でややタイトなジャケット＆パンツスタイルを基本とした。ブランド創設時からの2年ボタンダウン等やスクエアカットのリブブルゾンなどの作品展開で新規性の中で再解釈を行った。次いで1980年以降、この再解釈の反動として、シャツの衿型をレギュラー，セミワイド，スタンドの３型を基本として印象の透過性を徹底した。いずれも、ジャケット等の中に在るシャツの身頃と袖の幅を大きく広げ、そして、第1ボタンと第2ボタンの間隔を広く取り、シャツの第1ボタンを外すと、シャツのシルエットと開いた襟元から、開放的な休日の表情を出すというような方法を採った。また、当時はやや緩めのシルエットが一般的であったポロニットをタイトにして、ジャケットのボタンを外したときにも規律感のあるスタイルとなるようにするなどの工夫が凝らされていた。ちなみに、創設時に定番アイテムとして出し2000年頃まで扱っていた、洗いをかけたレギュラーカラーの白無地シャツは、元々はネクタイの結べるビジネスシャツとして使えるやや大きめの衿のもので、働く男の休日をストレートな表現で意図したものであったが、着心地の良さから、その後のワイドシルエットファッションの源流のひとつとなり、その後、外観上似たものが老舗のファッションブランド（ＪＵＮ）やストリートブランド（文化屋雑貨店）等で販売された。このほか、１９７９年にはインド綿素材のシングルステッチボタンダウンカラーの、1995年には綿素材極細メッシュ素材のオープンカラーの、当時としては珍しい半袖シャツを出すなど、気候と着心地をかなり意識したものもあった（ただし、素材について前面的に主張することはなかった）。メンズブランドにおいて、現在もなお、心象の表象表現をより視覚化する試みは続いている。そのひとつは、想像される造形もしくは夢で描かれる形の認識といったような色彩概念のない造形概念の具体化であり、BLACK COMME des GARÇONS（ブラックコムデギャルソン）において過去の作品をアンコン化と単色化によって限定的に表現するといったものである。
ところで、別な観点からは、この二面性は本ブランドの本質でもある。この実践として、不変なもの／変化するものという相反する要素をひとつひとつのアイテムに持たせ、不変なものはコンサーバティブやトラディショナルとは次元を異にするアイデンティティーであり、変化するものはこのアイデンティティーによる表現としている。これはコーディネイトにおける煩瑣な様式からの解放と、そこに付加される嗜好の変化である。この服への考えはインターナショナルの舞台において、非構造的ないし解体的な表現として穴や布の縮み・染めとなって具体化され、構造的な表現としてシンメトリーおよびアシンメトリー・布の重ね合わせとなって具体化された。パリコレ進出以降、その傾向として、2014年度のコレクションまでは解体的な表現が多かったが、2015年のコレクション発表に及んで、特に、メンズラインではすべて、ブランド本来の持ち味である構造的な表現がみられた。本ブランドは、服に思想を込めるものであり、これが他のブランドとの間のアドヴァンテージでもあるが、2015年度においては、それが一体的表現としてインテグレイトされている点が従来と異なっている。
アートとの関連
本ブランドは、例えば、絵画におけるジョルジョ・デ・キリコやアメデオ・モディリアーニのように、その前衛表現を特徴とする。そして、これは、現在においてもデザイナー各人とクリエーションに関わるすべての人たちのモチーフとなっている。しかし、一方で、定番・準定番とよばれるアイテム群があり、インターナショナルで高級なベーシックブランドとしても広く知られている。
なお、代名詞的に語られる1980年代前半のコレクションの多くは白・黒を中心としたモノ・トーンであり、モード誌等でそれまでのファッションの常識を覆すものであったと評されたことがある。しかし、モードの歴史を正確に追っていった時、黒という色はソニア・リキエル、ジャン・ポール・ゴルチェなどのデザイナーによって1970年代末から取り入れられていたものであり、とりわけソニアは同時代において「黒のソニア」として注目されていた。こうした経緯を踏まえると、この時期に限ったコムデギャルソンの色使いは、現在、国内において広く見られるようになったモノ・トーンによるコーディネイトに先鞭をつけたものである。
その後、「黒」がその流行によってありふれた色となり、黒の持つ「色彩の否定と反抗」の意味が後退すると、赤を「唯一の色彩と他の色の否定」の意味で用いるようになった。そして無彩色や暗色の使用を経て、性差を大胆に超える伸びやかでかつ斬新なデザイン等で、先進的な試みは国際的に高い評価を受け続けており、日本を代表するブランドの一つと見なされている。
また、一方で、コーディネイトにおけるアイテムのフォアグラウンド／バックグラウンドのポジション効果について実験的な試みを行い、特に、1990年代後半ではボディー＆クロウズの位相的表現で話題を呼んだ。なお、SHIRTというシングルアイテムのブランドでのトータルコーディネイトからの解放の試みや、アトリエの後続によるブランドの立上げには、この指向が強く現れている。このようなことから、安藤忠雄、村上春樹といった文化人、また海外のロバート・デ・ニーロ、デニス・ホッパー、ビョーク、ファレル・ウィリアムス、カニエ・ウェスト、リアーナ、大坂なおみなどをはじめとする世界各国のセレブリティに愛用されている。

## 主要デザイナー
デザイナーは現在4人。川久保玲、渡辺淳弥、栗原たお、二宮啓。
同社社長を川久保が、副社長を渡辺がそれぞれ務め、デザイナーが経営面においても責任を持つという姿勢を明確にしている。なお、同社常務は川久保の実弟である川久保理が就いている。以下はそれぞれのデザイナーの手掛けるブランドである。
なお、川久保玲と渡辺淳弥とでは、デザインへのアプローチが異なっており、前者は完成度の高いパターンを不可欠の前提とした上で、さまざまな表現を試みる傾向にあるが、後者は造形のハーモナイズを不可欠の前提とした上で、時々の関心の高い手法を加える傾向にある。栗原たお、両者とは異なるアプローチをしている。

### 川久保玲
- COMME des GARÇONS（コムデギャルソン）

1969年創設。1981年にパリ・コレクションへ初参加。川久保玲のクリエーションを最も純粋な形で表現する代表的なライン。通称ギャルソン
| 2000年春夏「エンフォースメント」（Enforcement） 2001年春夏「オプティカルパワー」（Optical Power） 2002年春夏「エスニッククチュール」（Ethnic Couture） 2003年春夏「エクストリームアンバランスメント」（Extreme Unbalancement） 2004年春夏「上等のアブストラクト」（Excellent Abstract/Astract Excellence） 2005年春夏「パンクバレリーナ」（Punk Ballerina/Ballerina Motorbike） 2006年春夏「ロストエンパイア」（Lost Empire） 2007年春夏「キュビズム」（Cubisme） 2008年春夏「不協和音」（Cacophony） 2009年春夏「トゥモローズブラック」（Tomorrow's Black） 2010年春夏「反骨精神」（Adult Delinquent） 2011年春夏「動揺」（Bouleversé） 2012年春夏「ホワイトドラマ」（White Drama） 2013年春夏「クラッシュ」（Crushing） 2014年春夏「服でない服」（Clothes That Are Not Clothes） 2015年春夏「薔薇と血」（Roses & Blood） 2016年春夏「ブルー・ウィッチ」（Blue Witches） 2017年春夏「見えない服」（Invisible Clothing） 2018年春夏「マルチディメンショナル グラフィティ」（Multidimensional Graffiti） | 2000年秋冬「ハード&フォースフル」（Hard & Forceful） 2001年秋冬「タブーを超えて」（Beyond Taboo） 2002年秋冬「ニッティングイズフリー」（Knitting is Free） 2003年秋冬「スクエア」（Square/Mental Pilgrimage） 2004年秋冬「ダークロマンス」（Dark Romance/the Power of Witches） 2005年秋冬「ブロークンブライド」（Broken Bride） 2006年秋冬「ペルソナ」（Persona） 2007年秋冬「キュリオシティ」（Curiosity） 2008年秋冬「バッドテイスト」（Bad Taste） 2009年秋冬「ワンダーランド」（Wonderland） 2010年秋冬「インサイドデコレーション」（Inside decoration） 2011年秋冬「ハイブリッドファッション」（Hybrid Fashion） 2012年秋冬「二次元」（Future's in Two Dimensions） 2013年秋冬「テーラリングの無限大」（The Infinity of Tailoring） 2014年秋冬「モンスター」（Monster） 2015年秋冬「別れの儀式」（The Ceremony of Separation） 2016年秋冬「18世紀のパンク」（18th-Century Punk） 2017年秋冬「シルエットの未来」（The Future of Silhouette） 2018年秋冬「キャンプ」（Camp） |

- COMME des GARÇONS　COMME des GARÇONS（コムデギャルソン・コムデギャルソン）

1993年創設。2005年春夏よりrobe de chambre COMME des GARÇONSと統合。通称コムコム。川久保の変わらずに好きなものが基本エッセンスとなって表現される。主に日本生産だが、一部海外生産のインポート（フランス、イタリア、トルコ、ブルガリア、ハンガリー、中国など）がある。
- COMME des GARÇONS noir（コムデギャルソン・ノアール）

いつ頃まで展開されていたかは不明。2005年秋冬より再開。川久保の考える「noir」が表現される。
- COMME des GARÇONS HOMME PLUS（コムデギャルソン・オム プリュス）

1984年創設。川久保がモードの冒険をメンズウェアのなかで展開するコレクションライン。メンズの基本を押さえながら既存のものにとらわれない遊び心にあふれたデザインが特徴。通称プリュス。
| 2004年春夏「シンプルと実用」（Simple & Utility） 2005年春夏「ピンクパンサー」（Pink Panther） 2006年春夏「リップ&タン」（Rip & Tongue） 2007年春夏「ゴールデンボーイ」（Golden Boy） 2008年春夏「スーパーインポジション」（Super Imposition） 2009年春夏「ブラックイズベスト」（Black Is Best） 2010年春夏「ランダムコラージュ」（Random Collage） 2011年春夏「スカルオブライフ」（Skull of Life） 2012年春夏「テイラーリング・フォー・パンクス」（Tailoring for Punks） 2013年春夏「プアキング」（Poor King） 2014年春夏「孵化」（Hatching） 2015年春夏「反戦」（Anti War） 2016年春夏「壊れた仕立て」（Broken Tailoring） 2017年春夏「裸の王様」（The King Is Naked） 2018年春夏「ディスコ」（Disco） | 2004年秋冬「彷徨える英国人」（Lost Englishman） 2005年秋冬「スポーツテーラリング」（Sports Tailoring） 2006年秋冬「バッドボーイ」（Bad Boy） 2007年秋冬「マイウェイ」（My Way） 2008年秋冬「タイムフォーマジック」（Time for Magic） 2009年秋冬「ファッションイリュージョン」（Fashion Illusion） 2010年秋冬「プロテクション」（Protection） 2011年秋冬「デカダンス」（Décadence） 2012年秋冬「男でも女でもない」（Neither Man nor Woman） 2013年秋冬「青年期の木」（The Tree of Youth） 2014年秋冬「ホーリージャケット」（Holy Jacket） 2015年秋冬「儀式の力」（The Power of Ceremony） 2016年秋冬「平和の鎧」（The Armor of Peace） 2017年秋冬「少年時代」（Boyhood） 2018年秋冬「ホワイトショック」（White Shock） |

- - COMME des GARÇONS HOMME PLUS EVER GREEN（エバーグリーン）

2005年秋冬より、以前のデザインを復刻・アレンジするラインをHOMME PLUS内に立ち上げた。2009年秋冬にて終了。
- -     - 2005年秋冬 「インサイド・アウト・サイド」（1998年秋冬）
    - 2006年春夏 「ドッキング・ロック」（2000年秋冬）
    - 2006年秋冬 「マジック・オブ・バイアス」（1997年秋冬）
    - 2007年春夏 「シークレット・トレジャー（俗称：フリル期）」（1999年春夏）
    - 2007年秋冬 「ブラック」
    - 2008年春夏 「サイケ」（2001年秋冬）
    - 2008年秋冬 「ブリーチ」
    - 2009年春夏 「カーブ」（2002年秋冬）
    - 2009年秋冬 「ピンクパンサー」（2005年春夏）

COMME des GARÇONS HOMME DEUX（コムデギャルソン・オム ドゥ）

1987年創設。スーツを中心に、ネクタイ、Yシャツなどを展開している。「日本の背広」のキャッチコピーで日本経済新聞や雑誌に広告を掲載していた。素材から仕立てまで正統派にこだわったもの作りが特徴。ビジネスパラダイムとアヴァンギャルドを両立させている。2009年秋冬に、新アドバイザーとしてユナイテッドアローズ上級顧問の栗野宏文を迎え、"SUITS FOR THE HANDSOME MIND（ハンサムな心のためのスーツ）"をコンセプトとしてリニューアル。リニューアルを機に、ロゴ・タグデザインを一新した。リニューアル初回のテーマは“プレイ・ウィズ・フォーマル”。
- COMME des GARÇONS SHIRT（コムデギャルソン・シャツ）

1988年創設。フランスを主な生産国とするブランドであり、一点主義からアートへの転換を試みて立ち上げられた。近年はアイテム数を増やしジャケットやパンツ等も揃える。ヨーロッパ向けの服でインポートされている。なお、素材の特性や産地固有の素材を生かした生産国の異なるアイテムもある（トルコや中国など）。また、他のラインはコラボレーションを除いて生地や縫製などは日本製である。
- - COMME des GARÇONS SHIRT GIRL（シャツ ガール）

2010年春夏にSHIRTの同コレクション内で発表、2014年秋冬をもって終了。なおタグのロゴにGIRLとは刺繍されておらず、文字色がピンクの「COMME des GARÇONS SHIRT」だった。
- - COMME des GARÇONS SHIRT boys（シャツ ボーイズ）

2015年秋冬に「COMME des GARÇONS SHIRT BOY（シャツ ボーイ）」をSHIRTの同コレクション内で発表。2016年秋冬より「COMME des GARÇONS SHIRT boys」に改名。2019年春夏をもって終了した。
- COMME des GARÇONS GIRL（コムデギャルソン・ガール）

2014年秋冬をもって終了した「COMME des GARÇONS SHIRT GIRL」のラインナップを拡充するかたちで、2015年春夏より単独ブランドとしてスタート。日本生産。
- COMME des GARÇONS 青山ショップオリジナル

1989年創設。服やバッグなど、青山店だけで販売する極めてレアなライン。タグのロゴはCOMME des GARÇONSの頭字のCのみ黒抜きになっている。一部は海外直営店をはじめ、2002年より京都店、2003年には大阪店、名古屋ラシック店などでもその一部を販売する。
- COMME des GARÇONS PARFUMS（パルファム）

1994年創設。パリの香水ショップオリジナルとしてスタート。2010年3月現在「SERIES 1:」から「SERIES 8:」までリリースされている。香水のほかにもキャンドルやシャワージェル、インセンス（お香）などもあり、パリ店ではコム・デ・ギャルソン初のチョコレート(SERIES 1:)なども販売されている。また毎年クリスマスやバレンタインなどには特定のテーマに基づいた限定パッケージの香水や真空パック入りのTシャツ、バッグなどを発売する。
- 10・corso・como COMME des GARÇONSオリジナル

2002年創設。服やバッグなど、ディエチ コルソコモ・コムデギャルソンだけで販売するライン。
- PLAY COMME des GARÇONS（プレイ・コムデギャルソン）

2003年創設。コム・デ・ギャルソン唯一のキャラクターブランド。フィリップ・パゴウスキーデザインによるハートのオブジェがトレードマークで、単一オブジェの∞表現の可能性に遊ぶことがテーマ。コラボレーションをすることもある。
- COMME des GARÇONS 直営ショップオリジナル

2005年創設。服やバッグなど、主に直営ショップだけで販売するライン。タグのロゴはCOMME des GARÇONSに下線が引いてある。取扱いのある直営ショップは、青山・丸の内・CORNER（伊勢丹新宿メンズ館2F）・EDITED（シブヤ西武4F）・静岡・京都・大阪・神戸・福岡・ラシック・ニューヨーク・DOVER STREET MARKET。
- BLACK COMME des GARÇONS（ブラック・コムデギャルソン）

2009年に1年半の期間限定ブランドとして創設したが、継続。2010年秋冬にセレクト形態を取り入れ、ショップ名をEDITED BLACK COMME des GARÇONSとした。文字通り黒がメインの展開で、過去の売れ筋デザインをアレンジしたアイテムもある。タブロイド誌のような一貫したコンセプトで、バックナンバーの作品をオーダーできるようにした、ファッションブランドとしては初の試み。2020年4月にはDOVER STREET MARKET各店、また5月には公式オンラインストアを開設し、実店舗以外で初めての展開が開始した。
- COMME des GARÇONS EDITED（コムデギャルソン・エディテッド）

ヤッターマンや人造人間キカイダー・スター・ウォーズとのコラボレーションTシャツを数量限定で展開していた。
- The Beatles COMME des GARÇONS

2009年創設。オノ・ヨーコからの呼びかけを契機に、コラボレーションへ至る。ビートルズのロゴや過去のアルバムをモチーフとしたアイテムを展開している。ポール・マッカートニーの意向もあり、動物愛護のため、皮革は使用していない。一部商品はネットでも販売されている。
- Wallet COMME des GARÇONS

財布類のラインである。スペイン製皮革を使用したスペイン生産のものと、日本生産のものがる。
- CDG（シーディージー）

コムデギャルソンのエアラインロゴをフューチャーしたブランド。2018年7月20日に東京・大阪の旧グッドデザインショップ跡地に旗艦店がオープンしたほか、2018年11月には公式オンラインショップも開設された。

### 渡辺淳弥
- JUNYA WATANABE（ジュンヤワタナベ）

1992年創設。当時、tricotのデザイナーであった渡辺淳弥が自分自身のクリエーションを発表するライン。1992年に東京、1993年にパリで最初のファッションショーを行う。The North Faceやモンクレールとコラボレーションした製品もある。2022年春夏コレクションを機に、旧称の"JUNYA WATANABE COMME des GARÇONS"から名称を変更。
- COMME des GARÇONS JUNYA WATANABE MAN（コムデギャルソン・ジュンヤワタナベ・マン）

2002年創設。多様なモードイメージの、バランスおよびハーモナイズの妙の楽しさを表現している。
- eYe COMME des GARÇONS JUNYA WATANABE MAN

2005年創設。原宿店（東京）、南堀江店（大阪）の直営店向けオリジナル・ライン。当初の2年間は「アウトドア」をテーマに展開した。なお原宿店は2006年にコルソ内に、南堀江店は大阪路面店内に移転している。2007年秋冬から名古屋パルコ店でも取り扱い開始。
現在の取扱店は新宿伊勢丹メンズ館店、渋谷西武店、渋谷PARCOパートI店、10 corso como、名古屋パルコ店、岐阜店、京都藤井大丸EDITED店、梅田阪急メンズ館店、大阪店、福岡店となっている。
- JUNYA WATANABE COMME des GARÇONS MAN (PINK)

2003年春夏〜2014年春夏まで展開。
- JUNYA WATANABE MAN bis

2009年創設。メンズで定番化しているシリーズをレディースサイズで展開しているレディースライン。2009年秋冬現在、ブルックスブラザーズ、リーバイス、ラコステ、トリッカーズとのWネームアイテム、ロゴTなどを展開している。
取扱店は少なく、10 corso como、渋谷PARCOパートI店のみの取り扱いとなっている。
- COMME des GARÇONS HOMME（コムデギャルソン・オム）

1978年創設。流行を意識しつつ時代性を感じさせない男の服をイメージし、独自のスタンダードを探求している。着る人の持ち味が生かされるデザインが基調。当初のロゴはHOMME COMME des GARÇONSであり、男の意味を強調していた。デザインは創設時は川久保玲、1990年からは田中啓一（爆笑問題の田中裕二の実兄。2003年秋冬に退職）、次いでデザインチームと変遷し、2004年春夏より（2003年冬のコレクションから一部が）渡辺が担当している。

### 栗原たお
- tao（タオ）

1981年創設。コム デ ギャルソンより若々しいイメージで、着やすいアイテムが揃う。1987年から渡辺が、2003年から栗原が、デザインを担当する。2022年春夏コレクションを機に、旧称の"tricot COMME des GARÇONS"から名称を変更。

### 二宮啓
- noir kei ninomiya（ノワール・ケイ・ニノミヤ）

2012年創設。黒を基調とし、フェミニンかつエレガントなデザインが特徴的。社内のデザイナー陣では最年少の二宮啓がデザインを担当する。

## 過去のライン
- COMME des GARÇONS HOMME (Inverted)

通称オムスペシャル。モードの叛意で、ロゴは白地に黒文字。1998年秋冬まで展開。
- COMME des GARÇONS HOMME HOMME

HOMME(Inverted)の後継。HOMMEにHOMMEを重ねて綴りモードの叛意を改めて表した。1999年春夏〜2001年秋冬まで展開。
- COMME des GARÇONS 青山twoオリジナル

1999年春夏〜2001年秋冬まで展開。
- COMME des GARÇONS HOMME PLUS for District

2000年秋冬〜2002年秋冬まで展開。ただし2005年秋冬にて一部再開される。
- robe de chambre COMME des GARÇONS

1981年〜2004年秋冬まで展開。2005年春夏よりCOMME des GARÇONS COMME des GARÇONSに統合される。
- PEGGY MOFFETT COMME des GARÇONS

2003年春夏〜2005年秋冬まで展開。
- SPORTS COMME des GARÇONS HOMME PLUS

毎期一つのスポーツをイメージしたデザイン（2005年秋冬：ボウリング、2006春夏：ボクシング、2006秋冬：スキー）。2005年秋冬〜2006年秋冬まで展開。
- tao COMME des GARÇONS

2005年秋冬に発足。トリコのデザイナー・栗原が自分自身のクリエーションを発表するためにスタート。2005年、パリの自社フロアにて最初のファッションショーを行う。2011年春夏に終了予定と報じられた 通り、終了した。しかし、2022年春夏を契機に、先述の通りトリコの名称変更という形で「tao」の名がブランド名に復活している。
- GANRYU（ガンリュウ）

渡辺淳弥の下でパタンナーを務めていた丸龍文人が2007年よりスタートしたライン。2017年春夏をもって終了し、丸龍は退社している。その後丸龍は独立し、FUMITO GANRYUを立ち上げている。
- GOOD DESIGN SHOP COMME des GARÇONS

2011年7月22日にナガオカケンメイ監修の D&DEPARTMENT とのコラボレーションとして表参道ジャイルにオープンしたコンセプトショップ・GOOD DESIGN SHOP（グッドデザインショップ）でのみ取り扱われていたオリジナルライン。同ショップは2014年2月7日にコムデギャルソン大阪店の2階に2号店目がオープンしたが、いずれも2018年7月をもってクローズした。

## コラボレーション
コム デ ギャルソンは早くから同業種・他業種とのコラボレーションを行ってきており、別注から一から関わっているもの等様々である。その中でも、JUNYA WATANABE COMME des GARÇONS MANは毎期コラボレーションを行っている。
- ARTISTS
  - The Beatles[9]/Jan De COCK/HELMUT NEWTON/草間彌生 (YAYOI KUSAMA) / Alexander Stadler/The Rolling Stones/Jamie Reid/Richard Prince/寺田克也(KASTUYA TERADA) / マット・グレイニング / 高橋真琴 / Barry McGee / 岡本太郎 / KAWS
- CHARACTERS
  - ピンクパンサー / ディズニー（ミッキーマウス、オズワルド・ザ・ラッキー・ラビット、アナと雪の女王） / おそ松くん / ヤッターマン[10] / 人造人間キカイダー / 魔法使いサリー / スター・ウォーズ / AKIRA / 不思議の国のアリス
- FASHION
  - H&M / District United Arrows / colette / LOUIS VUITTON / MIKIMOTO / Stephen Jones / Chrome Hearts / C DIEM / repetto / WOLF'S HEAD / Ligia Dias / HAMMERTHOR / フレッド・ペリー / SPEEDO / OUTLAW / CUTLER AND GROSS / HENRY BEGUELIN / visvim / コンバース / 吉田カバン / ドクターマーチン / Dry-shoD / CASEY VIDALENC / PeggyMoffitt / Tretorn / ヴィヴィアン・ウエストウッド / UNDERCOVER / ミズノ / NIKE /  NOVESTA / A BATHING APE / Supreme / Stussy / Lewis Leathers / HERMÈS/ GUCCI
- OTHER
  - MEDICOM TOY / VOGUE NIPPON / ARTEK / コカ・コーラ

JUNYA WATANABE COMME des GARÇONS MAN
- - バラクータ / ボルサリーノ / ブルックス・ブラザーズ / ディッキーズ / DAZED / ラコステ / ナイキ / ニューバランス / THE NORTH FACE / MACKINTOSH / POST O'ALLS / PRO-Keds / リーバイス / MONCLER / Tricker's / VANS / Vanson / DUVETICA

## 店舗
本ブランドにおける店舗は、単に製品を販売する場ではなく、ファッション表現の重要な要素のひとつとして位置付けられているため、当初から服とともにその話題性は高い。例えば、青山店は、2012年4月7日のリニューアルオープンを原点回帰として、それ以前の空中の開放感と緊張感をイメージさせるものから、発掘・発見されるファッションと遺跡での落着いた雰囲気をイメージさせるものへと変化した。百貨店等テナントや海外店舗などは 公式サイト で公開されている。

### 国内路面店
- 青山店 - 東京都港区南青山五丁目2番1号
1975年に第1号店としてフロム・ファーストビルにオープン[11]。1989年に現在の場所に移転。1999年、2012年にリニューアルを実施。2023年に2階を増床[12][13]。
- 京都店 - 京都市中京区御幸町通御池上る亀屋町378番地
- 丸の内店 - 2店舗で構成。　
  - 3-4店 - 東京都千代田区丸の内三丁目4番1号 新国際ビルヂング1階
  - 2-1店 - 同・丸の内二丁目1番1号
- 大阪店 - 大阪府大阪市中央区南船場4-4-21（旧住所：大阪市中央区南船場三丁目12番22号）

　　　大阪店は直営店としては最大級の店舗としてリニューアルした。コム デ ギャルソンの全ブランドに加え、日本で3店舗目となる〈NIKE CdG OSAKA〉、そしてA BATHING BAPE®のショップインショップが存在している。
- 京都店 - 京都市中京区御幸町通御池上る亀屋町378番地
- 岐阜店 - 岐阜市西玉宮町一丁目3番2号
- 福岡店 - 福岡市博多区博多駅前一丁目28番8号

### 新旧店舗
- DOVER STREET MARKET GINZA COMME des GARÇONS- 東京都中央区銀座六丁目9番5号 ギンザコマツ西館1 - 6階
  - 2012年3月16日オープン。株式会社コムデギャルソンの子会社にあたる株式会社DOVER STREET MARKET JAPANが運営を行っており、直営店ではない。
- TRADING MUSEUM COMME des GARÇONS
  - 2009年に表参道のGYREにオープンした新業態。2017年9月には六本木ミッドタウンに大型の二店舗目がオープン [15]。トレンドやファッションを超えた、トレーディングと博物館という2つの概念を組み合わせた空間がコンセプト。ウォルター・ヴァン・ベイレンドンク、クリストファー・ネメス、ジュディー・ブレームといったデザイン性の強いブランドのセレクトや、舘鼻則孝や桑田卓郎といったアーティストの作品を展示する企画も行われている。
- 10 Corsocomo COMME des GARÇONS - 東京都港区南青山五丁目3番22号 ブルーサンクポイントA棟20号、同B棟
  - イタリア・ミラノのセレクトショップ「10(ディエチ)コルソコモ」との共同作業。2012年2月14日を以って閉店。

### AOYAMA2
- 青山店の近く骨董通り沿いに位置し、イベント会場やコラボレーションショップとして使用していた。現在はテナント契約終了。
  - 所在地:東京都港区南青山五丁目12番3号
- HAPPY ARMY STORE (2004/1〜2004/6)
- colette meets COMME des GARÇONS (2004/7〜2004/12)
- JAN COMME des GARÇONS (2005/4〜2006/6)
- DOVER STREET MARKET (2006/9〜2008/7)
- LOUIS VUITTON at COMME des GARÇONS (2008/9〜2008/12)
- BLACK COMME des GARÇONS (2009/1〜2009/3)
- VOGUE NIPPON and Comme des Garçons MAGAZINE ALIVE (2009/5〜2009/11)
- COMME des GARÇONS MONCLER 365 (2010/3〜？)

### Six
2009年8月8日より、大阪店2階に「Six」と名づけたアートスペースをオープン。「Six」はSix Senses （the sixth sense） の意味。 “視覚、聴覚、味覚、嗅覚、触覚“の5つの現実的な感覚に対して、第六感は、その次の、現実的に表現できない感覚“アレ”と同じような意味で、「6」はシュールレアリスティックでアレなセンスと考えられている。また、コム デ ギャルソンにとって「Six」は、1988年から1991年の間に発行していたイメージマガジンのタイトルで、そこからスペースの名前が付けられた。様々なアーティストとコラボレーションし、コム・デ・ギャルソンの視点で関西からアートを発信する新しい試みを行っている。
開館時間12:00〜19:00　月曜日休廊(月曜日が祝日の場合は営業)
- 草間彌生「増殖する部屋」(2009/8/8〜2009/11/8)
- 横尾忠則「ピンクガール」(2010/1/16〜2009/4/4)
- 森山大道「Northern」(2010/4/24〜2010/7/25)
- デヴィッド・リンチ「DARKENED ROOM」(2010/8/7〜2010/10/9)
- 宮島達男「Time Train」(2010/11/3〜2010/12/29)
- 中平卓馬「キリカエ」(2011/3/19〜2011/5/29)
- 加藤泉「はるかなる視線」(2011/7/9〜2011/09/11)

## コム・デ・ギャルソン論争
1984年に吉本隆明と埴谷雄高という当時の思想界の大物二人によるコム・デ・ギャルソン論争が起こった。女性誌『アンアン』の同年9月21日号に、DCブランドを着た吉本のグラビア写真と、吉本自身による「ファッション論」が「現代思想界をリードする吉本隆明のファッション」と題して掲載されると、埴谷雄高は文芸誌『海燕』の1985年4月号で、吉本がぶったくり商品の広告塔になったと批判、これに対し吉本は同誌の翌月号で、コム・デ・ギャルソンは現在のデザイン芸術性を世界に誇りうる最上のデザイナー集団であり、同社の東京国際コレクション・85の革新性を称えたうえで、「先進資本主義日本の中級ないし下級の女子賃労働者は、こんなファッション便覧に眼配りするような消費生活をもてるほど、豊かになったのか、というように読まれるべき」と反論した。

## 関連文献
- 『COMME des GARÇONS』川久保玲（監修）筑摩書房 1986.10 ISBN 4480870970
- 『Rei Kawakubo and COMME des GARÇONS』Deyan Sudjic（著作）生駒芳子（訳）マガジンハウス 1991.12 ISBN 4838702582
- 『Visionaire No.20 COMME des GARÇONS』Distributed Art Pub Inc. 1997.2 ISBN 9997598288
- 『MÉMOIRE DE LA MODE COMME des GARÇONS』FRANCE GRAND（著作）光琳社出版 1998.5 ISBN 4771329192
- 『The study of COMME des GARÇONS』南谷えり子（著作）秋山道男（監修）リトル・モア 2004.7 ISBN 4898151000
- 『Unlimited:COMME des GARÇONS』清水早苗（著作）NHK番組制作班（編集）平凡社 2005.6 ISBN 9784582620252
- 『ReFUSING FASHION:REIKAWAKUBO』Museum of Contemporary Art 2008 ISBN 9780979199141
- 『妹島和世による空間デザインCOMME des GARÇONS 東京文化発信プロジェクトラグジュアリー:ファッションの欲望 特別展示』東京都・財団法人東京都歴史文化財団（発行）2009.10
- 『美術手帖 2009年12月号 vol.61 NO.931』美術出版社 2009.11
- 『high fashion 2010年4月号 No.332』文化出版社 2010.2
- 『ROCKS VOL.6 CNN ENGLISH EXPRESS 2010年5月号増刊』朝日出版社 2010.5
- 『Pen 2012/2/13 No.507』阪急コミュニケーションズ 2012.2
- 『Pen+ コム デ ギャルソンのすべて』CCCメディアハウス 2012.10 ISBN 978-4484127033
- 『Rei Kawakubo』TASCHEN 2012.12 ISBN 978-3836538916
- 『SWITCH Vol.33 No.3 COMME des GARCONS 未来への意思を繋ぐもの』スイッチ・パブリッシング 2015.2 ISBN 978-4884183660